# Allocricetulus eversmanni
Allocricetulus eversmanni é uma espécie de roedor da família Cricetidae.
Apenas pode ser encontrada no Cazaquistão.